# Pontificio Istituto Patristico Augustinianum
Il Pontificio Istituto Patristico "Augustinianum" (Pontificium Institutum Patristicum Augustinianum) è un'istituzione universitaria cattolica con sede a Roma, dipendente dalla Santa Sede e inserito come Istituto ad instar facultatis nella Pontificia Università Lateranense.
Fondato nel 1969 da p. Agostino Trapè, priore generale dell'ordine agostiniano, l'Istituto è specializzato nell'insegnamento della patristica e, in particolare, del pensiero di sant'Agostino. Rilascia i titoli di licenza e dottorato in teologia e scienze patristiche, ed è l'unico al mondo a poter conferire il grado accademico di dottore in scienze patristiche (doctor in scientiis patristicis). Nel 2023, Papa Francesco ha concesso all'Istituto il titolo di «Pontificio». 
Dal 2001 al 2013 moderatore generale dell'Istituto è stato Robert Francis Prevost, già priore generale dell'ordine agostiniano, in seguito divenuto papa col nome di Leone XIV. Il preside dell'Istituto, a partire dall'anno accademico 2024-2025, è Juan Antonio Cabrera Montero, O.S.A.
Negli anni l'Istituto ha ospitato corsi generali e monografici di docenti (religiosi o laici, regolari o invitati) di chiara fama - biblisti, teologi, patrologi, antichisti, storici - i quali hanno contribuito a dare ad esso prestigio internazionale: fra questi, Prosper Grech, Maria Grazia Mara, Paul Mattei, Claudio Moreschini, Manlio Simonetti, e molti altri.
L'Istituto pubblica semestralmente la rivista Augustinianum ed edita i volumi della collana Studia Ephemeridis Augustinianum. Ogni anno nel mese di maggio, con l'Incontro di studiosi dell'antichità cristiana, nonché in occasione della solenne apertura dell'Anno Accademico, l'Istituto richiama a Roma studiosi da tutto il mondo per conferenze su temi patristici.